# Arnebia densiflora
L'Arnebia densiflora és una planta herbàcia vivaç de la família dels boraginàcies, originària de Grècia i de Turquia.
Sinònims :Lithospermum densiflorum Ledeb; Macrotomia cephalotes (Té. DC.); Boiss.Macrotomia densiflora (Ledeb.) McBride

## Descripció
L'Arnebia densiflora és una planta peluda, de 25 a 40 cm d'alçària, amb una arrel espessa i llenyosa. Les fulles basals, lanceolades, mesuren de 10 a 15 cm de longitud. Les flors grogues de 12 a 16 mm de diàmetre són reunides en cimes denses. La floració té lloc a l'estiu.

## Hàbitat
És una planta de les regions muntanyoses que prefereix els sòls pedregosos i secs i els indrets assolellats.

## Utilització
L'Arnebia és cultivada com a planta de rocall i per usos de medicina tradicional a l'est de la mediterrània.